# موتیپور
موتیپور (به انگلیسی: Motipur) یک منطقهٔ مسکونی در هند است که در بخش مظفرپور واقع شده‌است. موتیپور ۲۸٬۵۷۲ نفر جمعیت دارد و ۶۰ متر بالاتر از سطح دریا واقع شده‌است.